# 曹登昌
曹登昌，台灣音樂製作人，作品風格橫跨流行音樂、民俗音樂、兒童音樂與獨立音樂。1999年成立詮釋音樂（MVP Music），2016年發行首張個人創作專輯，近年於大學擔任兼任講師。

## 生平
在校園民歌年代末期他還曾與目前是知名合聲老師、製作人、創作人的凌偉文與麻海師合組一民歌組合風塵三俠。
曹登昌的詮釋音樂文化事業有限公司為配偶所製作的依拜維吉專輯在第19屆金曲獎流行音樂類入圍「流行音樂類-最佳專輯製作人獎」、「流行音樂類-最佳原住民歌手獎」、「流行音樂類-最佳原住民專輯獎」，最後拿下流行音樂類-最佳原住民歌手獎與流行音樂類-最佳原住民專輯獎。他也曾在第16屆金曲獎入圍傳統暨藝術音樂作品類-最佳專輯製作人獎（個人）及第17屆金曲獎獲得傳統暨藝術音樂作品類-最佳宗教音樂專輯獎（詮釋音樂文化事業有限公司）的肯定。

## 歷年作品

### 流行音樂類
音樂戲劇篇
偶像劇片尾曲：
- 八號風球的愛戀-"相愛是快樂的事"
- 多桑與紅玫瑰-"無免怨嗺"
- 後天美女-"後天美女"、"愛情的默契"

偶像劇配樂：    
- 流星花園2、吐司男之吻、蜜桃女孩、橘子醬男孩
- 粉紅教父小甜甜、求婚事務所

金鐘劇配樂：    
- 石頭的故事（導演-鈕承澤）
- 咖啡店（導演-李崗）

流行音樂創作篇
- 冒險日記-張瑋綸
- 我想對你做壞事-雅立
- 是誰、記號-關淑怡
- 愛太多、你問、撒野-李玟
- 插曲-蕭亞軒
- 聰明一點-高慧君
- 糖罐子-王心凌
- 泡沫情感-王傑
- Miss糟糕-何耀珊
- Loving You-B.A.D
- 憑感覺-許茹芸

流行音樂專輯製作篇
- Annie張瑋綸-冒險日記專輯
- Saya張惠春-Solo專輯
- 傅葳-台灣架勢專輯
- 小松拓也-全新創作專輯
- T_Rush Girls-NO.1專輯
- 早安吐司青春男女-單曲
- 粉紅教父小甜甜-電視原聲帶
- 崔愛蓮-紀念專輯
- 葉璦菱-七月雪專輯
- 陳盈潔-台語專輯
- 高雄市政府-愛河ㄟ春天專輯
- 李立崴-33來遲單曲
- 依拜維吉-依拜維吉同名專輯
- 陳以生-青澀歲月專輯
- Beauty Rays-秋夜。共鳴單曲
- 牛奶葉乃文-舞是刀專輯
- 依拜維吉-釋放 專輯

中國動漫作品音樂製作
- 海寶 片尾曲
- 龍神勇士  希望之光 片頭曲
- 小龍甜品屋  片頭曲 片尾曲
- 小童貓  片頭 片尾曲
- 小龍大功夫  片頭曲
- 夢想總動員  片頭 片尾曲
- 米卡成長天地 片頭曲 片中小歌
- 寶寶總動員
- 黑皮同學會
- 孔爺爺的藏寶箱
- 外灘520 片尾曲《幸福》作詞
- 猿創世界
- 星原小寶
- 遇見兔斯基

### 傳統音樂類
古典（民謠）音樂專輯製作
- 最近的天堂-風潮唱片
- 台灣囝仔歌：打鑼兼摃鼓-風潮唱片
- 陶笛奇遇記-風潮唱片

傳統音樂專輯製作
- 如果輕啟這扇窗-詮釋音樂
- 誰在山上唱歌-風潮唱片
- 最近的天堂-風潮唱片
- 泰雅傳統音樂文化特輯
- 太魯閣姬望教會合唱專輯
- 萬榮國小合唱專輯
- 太巴望鄉音合唱專輯
- 馬太鞍之舞專輯

文教音樂專輯製作
- 佳音文教機構英文教材系列
- 五行音樂自然瘦身專輯
- 天使波羅密心經全系列

兒童音樂專輯製作
- MOMO親子台 全系列音樂專輯製作 (如《卡加布列島》編曲)
- 東森幼幼台節目音樂創作與製作